# Comté de Hamblen
Pour les articles homonymes, voir Hamblen.
Le comté de Hamblen est un comté de l'État du Tennessee, aux États-Unis, fondé en 1870.